# Laima
Laima (también Laime, Laimas māte en letón o Laura en español) es un nombre de origen etrusco-eslavo, nombre propio en Lituania, Letonia y los países escandinavos, conocida como la personificación del destino y la suerte representadas en las mitologías letona y lituana (antiguos pueblos bálticos) y símbolo de victoria o triunfo en el mundo etrusco y romano. Era asociada con el nacimiento de un niño, el casamiento y la muerte; ella era también la patrona del embarazo. Laima y sus funciones eran idénticas a la diosa hindú Laksmí.

## En Letonia
En la mitología letona, Laima y sus hermanas, Kārta y Dēkla, representaban una trinidad de deidades del destino, similares a las Nornas de la mitología germánica, a las Parcas romanas o a las Moiras de la mitología griega.  Laima hace la decisión final en el destino del individuo y es considerablemente más popular. Mientras todas ellas tenían funciones similares, Laima está más relacionada con las madres, Dēkla está a cargo de los niños y Kārta tiene poder y control sobre la vida de los adultos.  En el Dievturi moderno, se hace referencia a estas tres diosas como las tres Laimas, indicando que ellas son la misma deidad en tres diferentes aspectos. Los rituales de nacimiento a finales del siglo diecinueve incluían ofrendas de gallinas, ovejas, toallas u otros materiales tejidos a Laima. Solamente las mujeres podían participar en el ritual realizado en un sauna conocido como “pirtis”.

## En Lituania
En la mitología lituana, Laima (destino) es constantemente confundida con Laimė (representando la buena fortuna) y Laumė (un hada).  Otras deidades relacionadas incluidas son Dalia (igualmente representa destino) y Glitinė (la cosechadora). Laima fue mencionada por primera vez en una fuente escrita como “Laimelea” por Wilhelm Martini en el prólogo en latín de canciones lituanas, colectado por Daniel Klein y publicado en 1666.  Laima también fue mencionada por Matthäus Prätorius, Jacob Brodowski, Philipp Ruhig, entre otros.
Uno de los deberes más importantes de Laima, es profetizar (Lituano: “lemti”) cómo tomaría lugar la vida de un recién nacido.  A veces, existía una Laima, mientras que en otros casos tres Laimas podían dar frecuentes predicciones contradictorias. La declaración final sería irrevocable y ni siquiera Laima por su cuenta, podía cambiarla.  Mientras que tres diosas del destino tenían menos soporte entre los académicos, el concepto está bien establecido en las religiones europeas (e.g. Morías en Grecia).  En la reciente histografía, el ejemplo de predestinación por Laima, fue utilizado para juzgar la religión lituana como fatalística. Por ejemplo, en 1837 Manfred Tietz escribió que los soldados lituanos no tenían miedo alguno debido a su creencia en un destino determinado. Algirdas Julien Greimas dispuso que tal punto de vista era superficial y que Laima no determinaba el destino de los lituanos, simplemente tenía conocimiento de él.
En una versión lituana del mito del Diluvio Universal, Laima participa en el nacimiento de la humanidad.
Laima fue relacionada con Gegutè (cuculus canorus), al cual Greimas consideraba como una diosa aparte, mientras otros la veían como la reencarnación de Laima. Gegutè era responsable del tiempo y sucesión de las estaciones. Se creía que el número de sus cantos predecía cuánto quedaba de vida a una persona. En primavera, ella también podía determinar cómo alguien iría a utilizar lo que le restaba del año; por ejemplo, si un hombre no tenía dinero cuando el cuco cantaba, sería pobre por el resto del año.  El árbol sagrado de Laima es el tilo (Tilia).